# 아틀랑티크 조선소

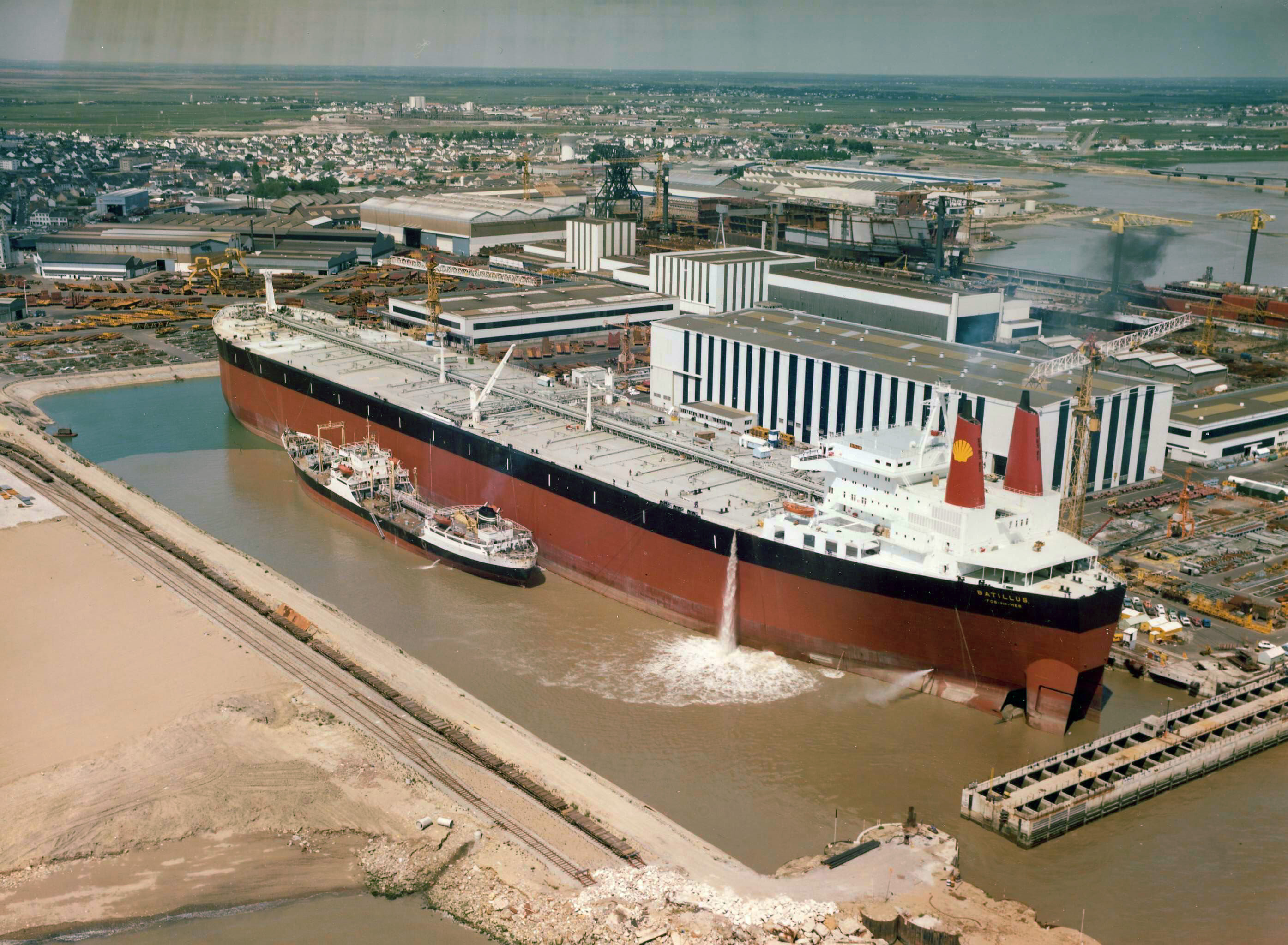
생나자르 조선소에서 건조중인 탱커

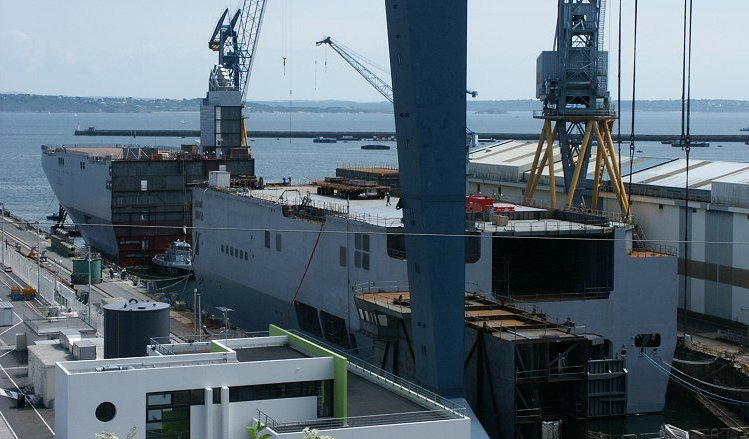
생나자르 조선소에서 건조된 미스트랄함 앞부분이 도착해 뒷부분과 조립중이다

아틀랑티크 조선소(Chantiers de l'Atlantique)는 프랑스 생나제르에 위치해 있는 조선소로, 생나제르 조선소라고도 불린다. 1861년에 설립된 프랑스 최대 조선소로 구축함부터 항공모함까지 다양한 군함을 건조한 경험을 갖고 있다.
프랑스판 독도함인, 최신예 항공모함 미스트랄함도 생나자르 조선소에서 건조하였다. 프랑스 핵잠수함의 건조 능력도 보유한 것으로 알려져 있다.
대한민국의 STX조선해양이 인수했다. 프랑스 사르코지 대통령은 STX조선해양에 프랑스 군함 건조 사업의 참여를 허락했다. 이로써 STX조선해양은 프랑스 최신 군함 건조기술을 모두 습득한 것으로 알려졌고, 아틀랑티크 조선소가 보유하고 있는 LNG선 원천기술 및 항공모함, 잠수함 등의 건조 기술을 바탕으로 유럽, 중동, 아프리카 지역까지 진출할 계획이다.
2008년 6월 15일 STX그룹은 프랑스 정부가 발주하는 대형 군함 등 방위산업 프로젝트에 참여할 수 있게 됐다고 밝혔다. 2008년 9월 6일 프랑스 일간지 리베라시옹은 "한국 STX조선이 프랑스 군함을 제조하게 될 것인가?"라는 우려의 기사를 보도했다.
STX조선해양의 최초의 해외 조선소는 중국 랴오닝성 다롄에 위치한 STX다롄이다. 다롄은 현재 중국이 항공모함을 건조중이라고 알려져 있는 곳이다. 2010년 5월 3일 북한 김정일이 방중하여 최초로 다롄을 방문하였다.
2009년 4월 21일 STX조선해양은 프랑스 정부로부터 미스트랄함을 수주했다.

## 참고
1. ↑  STX조선, "2012년 매출 250억不 최대 조선사로"
2. ↑  STX, 아커야즈 통해 프랑스 방위산업 진출
3. ↑  한국 STX조선, 프랑스 핵잠수함도 제조하게 될 것인가?[깨진 링크(과거 내용 찾기)]
4. ↑  STX프랑스 크루즈, 프랑스 정부로부터 헬리콥터 16대를 한꺼번에 운송할 수 있는 군용 수송함 수주[깨진 링크(과거 내용 찾기)]

## 같이 보기
- STX조선해양
- 미스트랄함
- 브레스트 조선소 - 생나자르 조선소와 함께 매우 유명한, DCNS가 소유한 군함 조선소